# Hermann Wendelstadt
Hermann Wendelstadt  (* 31. Januar 1862; † 16. Juni 1928) war ein deutscher Mediziner und Hochschullehrer an der Universität Bonn.

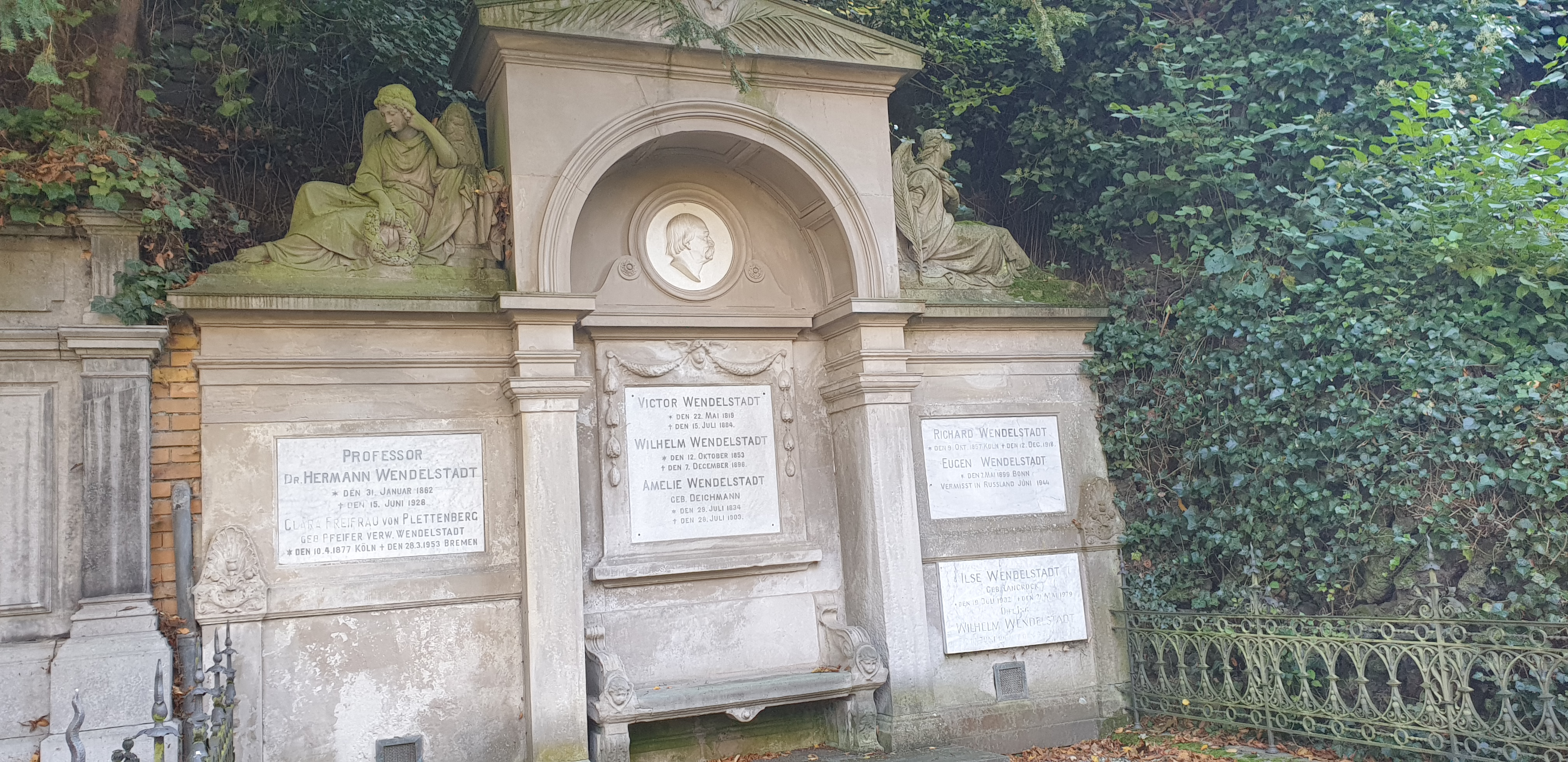
Grabmal der Familie Wendelstadt auf dem Burgfriedhof in Bad Godesberg

Wendelstadt war der Sohn des Bürgermeisters von Bad Godesberg und Bankiers in Köln Victor Wendelstadt. 
Er war Autor in der Real-Encyclopädie der gesammten Heilkunde.
1910 errichtete er eine Villa auf der Viktorshöhe in Bad Godesberg. Der Familienwohnsitz von Victor Wendelstadt in Bad Godesberg war die Redoute, in der Hermann Wendelstadt im Ersten Weltkrieg ein Lazarett einrichtete. 1920 wurde sie durch Wendelstein an die Stadt verkauft. Ab 1922 leitete er den Verein für Heimatpflege und Heimatgeschichte Bad Godesberg.